# Double-double
Le double-double est une expression d'origine américaine utilisée en basket-ball pour définir une performance individuelle lors d'un match dans lequel un joueur a enregistré au moins dix unités (soit un total à deux chiffres) dans deux des cinq catégories statistiques suivantes : points, rebonds, passes décisives, mais aussi interceptions et contres.

## Description
La statistique du double-double a commencé à être comptabilisé à partir de la saison NBA 1976-77 après l'absorption de la ABA par la NBA, donc les joueurs du classement ayant joué avant cette saison ne sont en réalité pas éligibles au classement car certaines de leurs statistiques ont pu être perdues avec le temps.
Il existe de nombreuses variantes : le double-double (10-10), triple-double (10-10-10), quadruple-double (10-10-10-10), double-triple-double (20-20-20), triple-double-double (30-30), quadruple-double-double (40-40), etc.

Depuis la saison 1983-1984, Tim Duncan mène la NBA au nombre de double-double dans la combinaison points-rebonds avec 841 alors que John Stockton domine le classement au nombre de double-double dans la combinaison points-passes décisives avec 714. Russell Westbrook est leader du nombre de double-double avec une combinaison rebonds-passes décisives avec 142.

## Tableau

### En saison régulière
|  | Joueur en activité                                              |
|  | Joueur entré au Naismith Memorial Basketball Hall of Fame       |
|  | Joueur ne répondant pas aux critères du Basketball Hall of Fame |
|  | Joueur ayant joué avant la saison NBA 1976-77 ou en ABA         |

Le tableau suivant présente les leaders au nombre de double-double en saison régulière de toute l'histoire de la NBA (les triple-doubles ne sont pas comptabilisés). Dans l'histoire de la ligue, Wilt Chamberlain a enregistré le plus grand nombre de double-double avec 968. Mais officielement, c'est bien Tim Duncan qui possède le record avec 841.

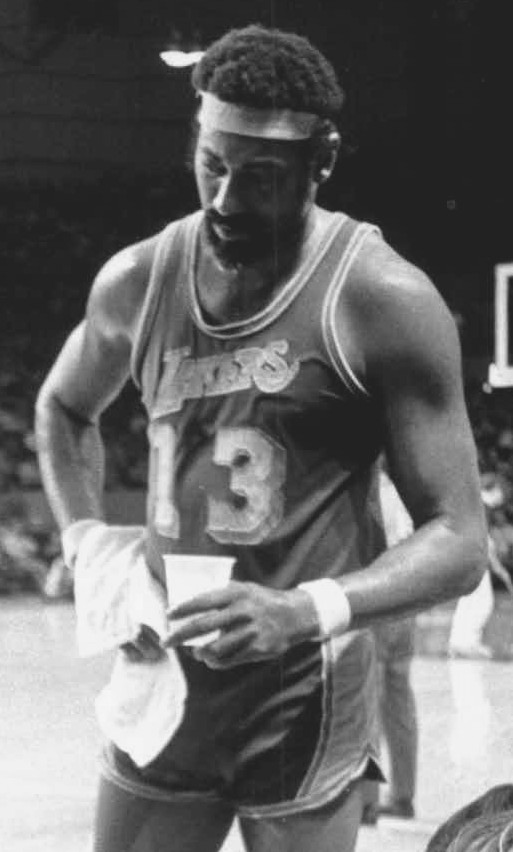
Wilt Chamberlain, leader de l'histoire de la ligue, au nombre de double-double en saison régulière.

| Rang | Nom                 | Nombre |
| ---- | ------------------- | ------ |
| -    | Wilt Chamberlain    | 968    |
| 1    | Tim Duncan          | 841    |
| 2    | Karl Malone         | 814    |
| -    | Bill Russell        | 782    |
| 3    | Hakeem Olajuwon     | 775    |
| 4    | Dwight Howard       | 748    |
| 5    | Kevin Garnett       | 742    |
| 6    | Shaquille O'Neal    | 727    |
| 7    | John Stockton       | 714    |
| 8    | Charles Barkley     | 710    |
| -    | Moses Malone        | 658    |
| -    | Walt Bellamy        | 647    |
| 9    | LeBron James        | 605    |
| -    | Kareem Abdul-Jabbar | 599    |
| 10   | Patrick Ewing       | 580    |

### En playoffs

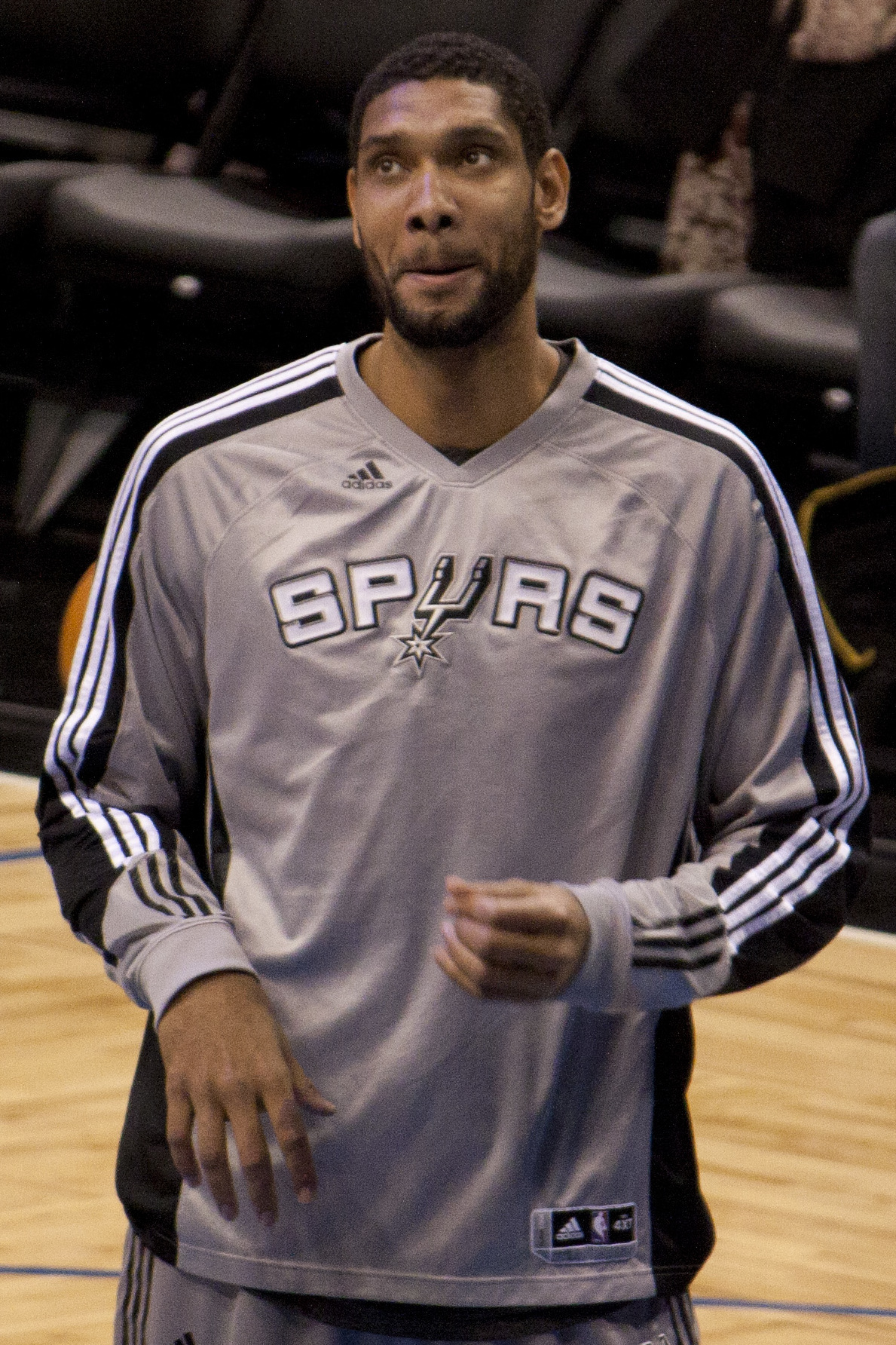
Tim Duncan, leader de l'histoire de la ligue, en nombre de double-double en playoffs NBA.

Le tableau suivant présente les leaders au nombre de double-double de toute l'histoire des Playoffs NBA (les triple-doubles ne sont pas comptabilisés) :
| Rang | Nom                 | Nombre |
| ---- | ------------------- | ------ |
| 1    | Tim Duncan          | 164    |
| 2    | Magic Johnson       | 157    |
| 3    | Shaquille O'Neal    | 142    |
| 4    | Wilt Chamberlain    | 135    |
| 5    | Bill Russell        | 134    |
| 6    | LeBron James        | 130    |
| 7    | Karl Malone         | 124    |
| 8    | Kareem Abdul-Jabbar | 119    |
| 9    | Hakeem Olajuwon     | 100    |
| 10   | Larry Bird          | 97     |
| 11   | Robert Parish       | 96     |
| 12   | Elgin Baylor        | 94     |
| 13   | Charles Barkley     | 92     |
| 14   | John Stockton       | 87     |
| 15   | Kevin Garnett       | 86     |